# سليمان الباروني
سليمان باشا الباروني الزهراني ولد سنة (1870) وتوفي (1 مايو 1940)، عالم وشاعر ورجل دولة من الأمازيغ الإباضية وشخصية بارزة في تاريخ ليبيا.

## حياته
وُلِد الباروني حوالي عام 1870 في جبل نفوسة في ما كان يُعرف آنذاك بولاية طرابلس الغرب التي كانت جزء من الإمبراطورية العثمانية. ولد لعائلة بربرية ذات نفوذ تنتمي إلى المذهب الإباضي. كان والده عبد الله الباروني فقيهاً وشاعراً ورجل دين. في عام 1887 بدأ دراسته في جامعة الزيتونة في تونس حيث كان من بين أساتذته الإصلاحيان محمد النخلي وعثمان المكي. وكان للنخلي ناقد الاستعمار والصوفية تأثير كبير على الباروني. في عام 1893 وبعد ست سنوات من الدراسة التحق بجامعة الأزهر حيث درس فيها ثلاث سنوات. كان يتعرض لمزيد من الحركات المناهضة للاستعمار أثناء إقامته في مصر. كما تعرّف على أفكار مصطفى كامل واحترمه كثيرًا. بعد أن أنهى دراسته في الأزهر، ذهب إلى وادي مزاب ليدرس على يد العالم الإباضي المزابي البارز محمد بن يوسف أطفيش الذي علمه دراسات اللغة العربية واللاهوت والأدب الإباضي التقليدي.

## حياته السياسية
كان الجميع يرون في سليمان الباروني الشخص الذي يسعى لتكوين إمارة بربرية، وهي الإمارة التي كان قد اقترح إنشاءها في أثناء حرب سنة 1912- 1913 قبل هزيمة «الأصابعة»» ولما أنهزموا في معركة «الأصابعة» المشهورة (23 مارس 1913) على يدي الجنرال«ليكوبر» استسلموا في «يفرن» ومن تلك اللحظة اخذوا في معاونة الحكومة حتى في تلك السنوات الأليمة التي مرت بين 1915 وسنة 1919.وفي سنة 1922 نزلوا إلى الميدان إلى جانبنا ضد عدونا المشترك العربي، كما اسهموا أيضا في جميع العمليات العسكرية لإعادة الاستيلاء على البلاد باخلاص تام وبسالة عظيمة. ومن الممكن اليوم اعتبارهم آلة فعالة في يد سيطرتنا السياسية والعسكرية في غرب طرابلس الغرب.  بينما يعتبره البعض_مجاهد ليبي وكان من أكبر المجاهدين السياسيين الليبيين في تلك الفترة [بحاجة لمصدر] حيث كان عضوا في مجلس المبعوثان العثماني (مجلس النواب) وتحصل على رتبة البكلورية وكانت له عدة مبادرات في ليبيا منها طباعة عملة سماها البارونية وتأسيس جمهورية في الغرب الليبي تحت اسم الجمهورية الطرابلسية. كما أسس المدرسة البارونية بمدينة يفرن بليبيا وأسس بمصر عام 1906م «مطبعة الأزهار البارونية»، وفي عام 1908م أصدر جريدته التي أسماها (الأسد الإسلامي). رجع إلى ليبيا وقاد معارك الجهاد ضد الغزو الإيطالي من الفترة 1911م حتى 1916م حين عين والياً على ليبيا ة تحصل من السلطان العثماني على البشوية. ثم أعلن أول جمهورية في العالم العربي تحت اسم الجمهورية الطرابلسية. سنة 1919م_ وأرسل «سليمان الباروني» في يونيه سنة 1920 إلى «نالوت» للصلح مع « بن عسكر» وكان لهذا الأخير نفوذ عليه. فاستطع إقناعه بحسن استعداد الحكومة «الإيطالية» ونصح له بالحضور إلى طرابلس، فانتقل اليها في يوليه سنة 1920 وحصل هناك على العفو من الحكومة. بل لقد منحته هدايا وهبات طائلة، كما دفعت له مرتباته المتأخرة بوصفه قائمقام... وبعد انتهت الشهور الاخيرة من سنة 1920 وأوائل سنة 1921 وهدوء في «الجبل».فقد ذهب «سليمان الباروني» إلى الجبل لكي ينصح «خليفة بن عسكر» بالصلح مع أهالي  «الزنتان» و «الرجبان». ولكن عمله دل على العكس من ذلك، على أنه كان يحرضه على الصراع. اعتزل العمل السياسي بعد اعتراف إيطاليا المزيف بالحكومة الوطنية الليبية.وفي عام 1922م أجبرته السلطات الإيطالية على مغادرة طرابلس حين قاوم محاولة بعض الليبين اللجوء إلى الاستسلام ورفض صلح بن آدم وأصر على مواصلة الجهاد[بحاجة لمصدر]." وقد أحس سليمان الباروني بضعف مركزه في يفرن، ولذلك طلب تدخل خليفة بن عسكر الذي لحق به بجميع فرسانه في أوائل يونيه. ولكنه سرعان ما هاجمته قوات آتية من «غريان» كان الأهالي العرب المحليون قد انضموا اليها واستطاع هو بكل جهد النجاة بحياته وعاد بفرسانه إلى «جادو»- وهكذا فقد الباروني على حين غفلة كل آماله وكل ما كان له من هيبة  وبعد أن بقي بعض الوقت في «زوارة» وبعد ان ضاعت منه تلك السيطرة الشكلية التي كانت له على قومه وتلاشت، وبعد فراره المخجل من «يفرن» تلقى دعوة بترك طرابلس الغرب، فسافر إلى منفاه في باريس ولم يعد بعد ذلك مرة أخرى. وسلم الباروني الأرزاق الموجودة في بنقردان باسم المجاهدين إلى يوسف خربيش، ويوسف خربيش هذا "كان من آعيان البربر فانضم إلى الإيطاليين وقاد جيوشهم وفتح لهم الأمصار والقرى، وسلم لهم الوطن لقمة سائغة، وشكل جيشاً من المرتزقة برياسته  والذي تكون في اكتوبرسنة 1916 وكانت هذه الضربة القاتلة للوطن كله، ولقد أسرف يوسف خريبيش في الانتقام لنفسه  وفي أحد عشر شهراً أوصلهم إلى غاية حاربوا من أجلها اثنتي عشرة سنة فلم يفلحوا، وهي استيلاؤهم على طرابلس من زوارة إلى ما وراء مصراتة. وقد أباح لجيشه أموال الناس، فما وقعت أيديهم على شيء إلاأخذته، ولاتركت شيئاً إلا امتدت إليه، وقد كافأه الطليان بالأموال حتى أصبح أغنى رجل في طرابلس، ومنحوه أكبر وسام إيطالي يحمله غير الإيطاليين. وقد ذكره غراتسياني في كتابه، حيث قال: «وأما «يوسف خربيش» الذي قدم لنا في أعوام 1916-17-18 الكثير من البراهين والأدلة على اخلاصه وعلى شجاعته وهو يقود جماعاته من البربر الذين كانوا يقومون بمساعدتنا وهو من الزعماء القلائل الذين بقوا خداماً مخلصين لنا.» «وبعد أن» سافر هو وسامي خزام إلى تونس  فتنقل بين تركيا وفرنسا محاولا العودة إلى أرض الوطن ولكنه منع، واستقر به المقام في سلطنة عمان سنة 1924 حيث عمل مستشارا لدى الإمام محمد بن عبد الله الخليلي إمام عُمان وظل بها حتى وفاته عام 1359 هـ / 1940م في الهند أثناء رحلة علاجية من مرض الملاريا.
يذكر السيد فالح الحجية الكيلاني في كتابه شعراء النهضة العربية شعر الباروني يمتاز بالوطنية ومقارعة الغزاة المستعمرين بروح إسلامية إصلاحية ويتميز بانه ذو أسلوبية بسيطة وثقافة لصيقة بموافقتها السياسية لفكرة الجامعة الإسلامية ونابعة من ثقافته الشخصية التي تجمع بين الثقافة الأمازيغية والعربية الإسلامية والغربية الفرنسية.

## أول جمهورية في شمال افريقيا
الجمهورية الطرابلسية تتألف من الجزء الغربي من ليبيا تم الاتفاق على إعلانها بمدينة مسلاتة في 16 نوفمبر سنة 1918 ولم تستمر لفترة طويلة. تبلورت فكرة تكوين الجمهورية الطرابلسية عقب هزيمة دول المحور في الحرب العالمية الأولى وتوقف الدعم التركي- الألماني للمقاومة الليبية ضد الاحتلال الإيطالي.. وقد بدأت الفكرة في مدينة مصراتة على إثر اجتماع بين الشيخ سليمان باشا الباروني والمجاهد عبد النبي بالخير وكل من أحمد المريض ورمضان السويحلي. ولكن لم تدم طويلا ولهذا السبب لم تأخذ تلك الشهرة في التاريخ الحديث.

## مؤلفاته
1. كتاب الأزهار الرياضية في أئمة وملوك الإباضية.
2. ديوان الباروني.
3. تاريخ الحرب في طرابلس.

## شهاداته العلمية ومؤهلاته
1. شهادة حفظ القرآن الكريم.
2. شهادة الجامع الأعظم الزيتونة بتونس.
3. شهادات الأزهر الشريف المختلفة.
4. شهادة معهد القطب محمد بن يوسف بالجزائر.
5. شهادة الأكاديمية الفرنسية قسم التاريخ والجغرافيا.

اللغات التي كان يتقنها كتابة وخطابة: العربية، التركية، البربرية الجبالية.

## الأوسمة والتقديرات التي نالها
1. نيشان البحرية الذهبي العثماني.
2. الرصيعة العثمانية.
3. نيشان الجندية العثماني.
4. نيشان الصليب النمساوي الأعلى.
5. نيشان الصليب الألماني الأعلى.
6. النيشان الهاشمي.
7. النيشان السعيدي.
8. النيشان العماني.

## الوظائف التي تقلدها أو تولاها تطوعا
1. نائباً عن جبل نفوسة بليبيا في أول مجلس نيابي عثماني.
2. رئيساً للحكومة الوطنية في طرابلس سنة 1912م تطوعا
3. عضواً في مجلس الشيوخ العثماني سنة 1912م.
4. مندوباً للجهاد من جهة برقة إلى طرابلس سنة 1915م
5. والي وكومندان ولاية طرابلس الغرب سنة 1916م
6. عضوا في الجمهورية الطرابلسية سنة 1918م
7. رئيسا لأول وزارة عصرية في حكومة الإمام محمد بن عبد الله بن سعيد الخليلي سنة 1926.
8. مستشارا لسلطان مسقط سنة 1938م

## نيابته في البرلمان العثماني
سمي الشيخ رسمياً عضوا في مجلس الأمة العثماني (مجلس المبعوثان) ممثلا طرابلس الغرب حينما كانت من بين ولايات الدولة العثمانية كان ذلك في 24 يوليو 1907م كما عين عضوا في مجلس الأعيان العثماني فلبث فيه إلى سنة 1919 ميلادية في عهد مصطفى كمال.

## العملة البارونية
بارونية اسم لعملة ليبية. العملة هي عثمانية وليست من إصدار الباروني باشا وانما عرفت باسمه لانه قام بتوزيعها على الأهالي المجاهدين وهي عملة عثمانية اعطيت كمساعدة في الجهاد ابان الحرب العالمية الأولى حيث كانت دول المحور (تركيا- ألمانيا) ضد الحلفاء (إيطاليا وبريطانيا وفرنسا).

## روابط ذات صلة
- كتاب: سليمان الباروني المعلم المقاتل لفاضل السباعي
- جادو
- الاستقامة

## وصلات خارجية
- بوابة الشعراء: ديوان سليمان الباروني